# Золоті Ворота (есперанто-клуб)
Золоті ворота (есп. Ora Pordego) — київський міський есперанто-клуб. 
Напрямки діяльності: пропаганда есперанто, навчання есперанто, курси, переклад, контакти з есперантистами зарубіжних країн.
Засідання клубу проходить раз на місяць, у неділю. Переважна частина членів клубу є молодь. 
«Ora Pordego» заснований в 1973 році. У період з 1986-1992 роки президентом клубу був Євген Ковтонюк - перший президент Української Есперанто Асоціації.
Новітній президент клубу: Володимир Гордієнко. Секретар: Анна Дубровіна
На сайті Ora Pordego  поіменно перелічено всіх учасників клубу.